# George Segal (scultore)
George Segal (New York, 26 novembre 1924 – New Brunswick, 9 giugno 2000) è stato uno scultore statunitense.

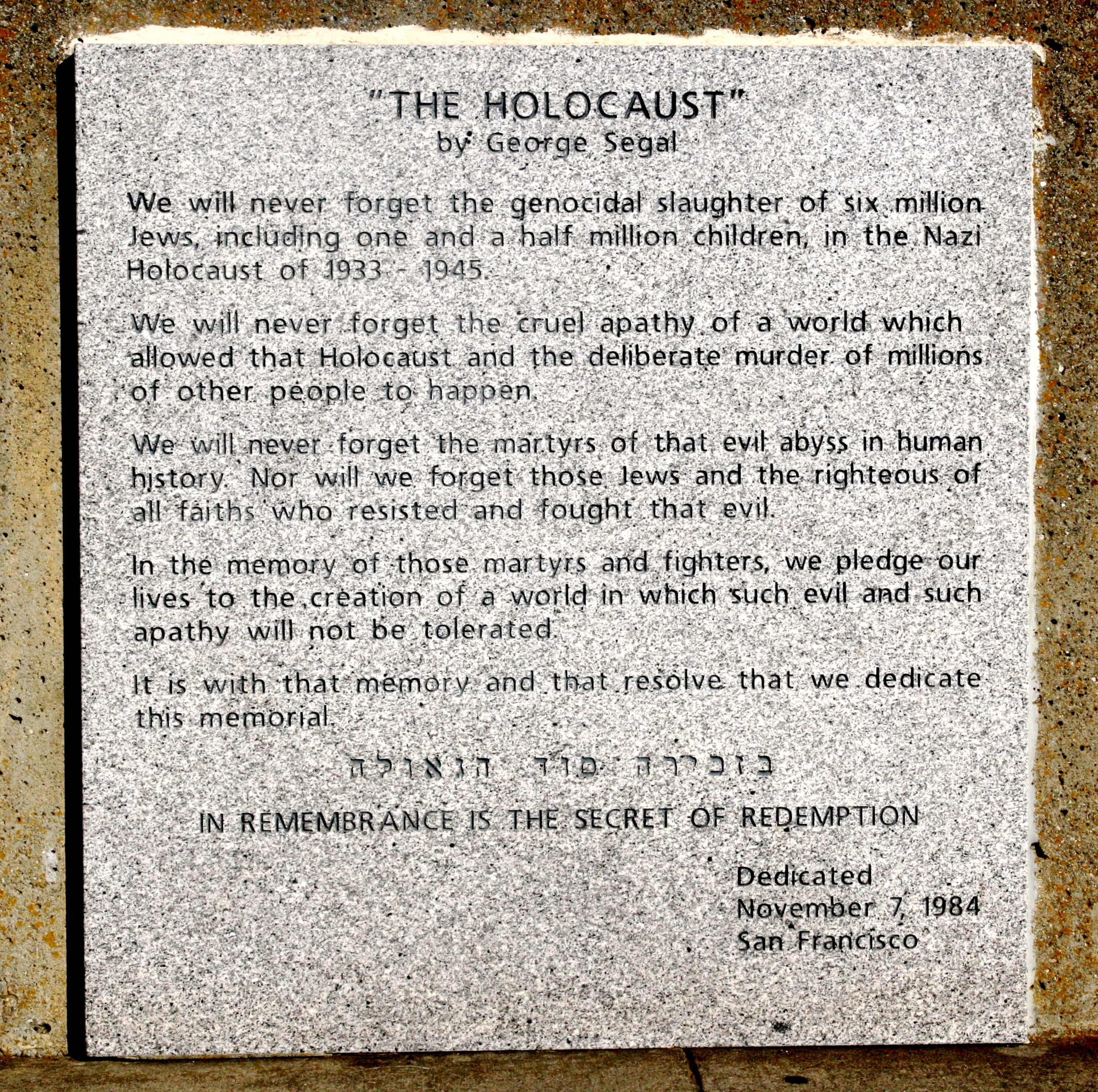

Divenne  molto famoso per i suoi calchi scultorei in gesso monocromo. Vinse nel 1957 il Premio Nadar.
Fu uno dei più importanti esponenti della Pop art. Le sue sculture a grandezza reale rappresentano semplici atti di vita quotidiana.

## Biografia
Fu amico di Allan Kaprow, agli eventi del quale collaborò senza tuttavia realizzare happening in prima persona. Come Kaprow avvertì l'esigenza di uno "stretto rapporto fra arte e vita", pur esprimendola in maniera opposta: anziché inserire l'arte nella realtà, nei propri lavori tentò di fissare la "dimensione dell'esistenza nell'opera d'arte".

## Tecnica
Segal fu autore di environment, ambienti pop realizzati attraverso una "forma di scultura d'ambiente o di situazione (environmental sculpture o situational sculpture) costituita da calchi al vero di persone in atteggiamenti quotidiani". Per la sua prima opera, The man at the table (1961), si avvalse di calchi ottenuti con la "tecnica delle bende ingessate, utilizzando se stesso come modello".
Con il suo modo di operare ottenne effetti "realistici e stranianti" ad un tempo, in quanto le scene apparivano "congelate in situazioni effimere immobilizzate in una dimensione metafisicamente sospesa", e le figure "chiuse in malinconica solitudine", paragonabili a quelle dipinte da Hopper.